# Drawn Together
Drawn Together är en animerad amerikansk-koreansk TV-serie som sändes från 27 oktober 2004 till den 14 november 2007. Serien är skapad av Dave Jeser och Matt Silverstein.
En långfilm regisserad av Greg Franklin släpptes 2010.

## Rollfigurer
- Captain Leslie Hero (röst av Jess Harnell) – En sociopatisk, chauvinistisk, perverterad, antiheroisk, pansexuell, nekrofilisk och vällustig parodi på Stålmannen och andra superhjältar, med en visuell stil som tagits från tecknade figurer av Bruce Timm och Max Fleischer. Även om han i huvudsak är sexistisk kan han ibland uppvisa tecken på posttraumatiskt stressyndrom, vilket anspelar på "den tragiska bakgrunden" som många superhjältar har.
- Wooldoor Jebediah Sockbat (röst av James Arnold Taylor) – En bisarr barnprogramsfigur vars design påminner om Svampbob Fyrkant och Stimpy som uppvisar många av de typiska verklighetstrotsande handlingarna hos Looney Tunes-figurer.
- Princess Clara (röst av Tara Strong) – En pjoskig, religiös och intolerant prinsessa som är en parodi på Disneyprinsessor såsom Ariel från Den lilla sjöjungfrun och Belle från Skönheten och odjuret. Hon är homofobisk, passionerad för sång och gillar att bära en lavenderlila klänning och vita pärlörhängen.
- Foxxy Love (röst av Cree Summer) – En skarptungad ghettoparodi på Valerie Brown från Hanna-Barberas Josie and the Pussycats. Hon är en promiskuös mysterielösande musiker.
- Toot Braunstein (röst av Tara Strong) – En överviktig, alkoholiserad retrostylerad sexsymbol från svartvita tecknade serier från 1920-talet som bär slående likheter med Betty Boop. Toot kräver att vara i centrum för uppmärksamhet, skär sig själv med rakblad, äter överdrivet mycket när hon är deprimerad och skapar ofta konflikter i huset.
- Xandir P. Wifflebottom (röst av Jack Plotnick) – En överkänslig, homosexuell, blödig och feminin parodi på TV-spelsfigurer såsom Link från The Legend of Zelda-serien och Cloud Strife från Final Fantasy VII.
- Spanky Ham (röst av Adam Carolla) – En sexfixerad, toaletthumoristisk, motbjudande gris och en parodi på olika Flashanimationer från internet liksom David Rainey från The Real World: San Francisco. Han påminner visuellt om Luney Tunes-figuren Pelle Pigg.
- Ling-Ling (röst av Abbey DiGregorio) – En asiatisk mordisk parodi på Pikachu från Pokémon-serien som strider med olika övernaturliga krafter (som representerar en animeliknande stil) och talar pseudo-japansk rotvälska (eller "Japorean" som röstskådespelaren Abbey DiGregorio kallar det) med engelska undertexter.